# مارک پدمور
مارک پَدمور (انگلیسی: Mark Padmore؛ زادهٔ ۸ مارس ۱۹۶۱) خواننده تِـنور اپرا اهل بریتانیا است. وی دانش‌آموختهٔ کالج کینگ، کمبریج در رشته موسیقی است.
وی بابت خدماتش به موسیقی نشان امپراتوری بریتانیا دریافت داشته‌است.